# Nacionalsocialistična nemška delavska stranka
Nacionalsocialistična nemška delavska stranka (nemško Nationalsozialistische Deutsche Arbeiterpartei; krajše nacistična stranka, NSDAP) je bila skrajna nacionalistična, fašistična in protidemokratična politična stranka, ki je delovala v Nemčiji v prvi polovici 20. stoletja. Njen predsednik je bil Adolf Hitler. Na nürnberških procesih (1945-1949) je bila stranka razglašena za zločinsko organizacijo in prepovedana.

## Vzpon nacistične stranke
| Datum          | Glasovi (v tisočih) | Odstotki | Sedeži v državnem zboru (Reichstagu) | Ozadje                                   |
| -------------- | ------------------- | -------- | ------------------------------------ | ---------------------------------------- |
| maj 1924       | 1.918,3             | 6,5      | 32                                   | Hitler v zaporu                          |
| december 1924  | 907,3               | 3,0      | 14                                   | Hitlerja izpustijo iz zapora             |
| maj 1928       | 810,1               | 2,6      | 12                                   |                                          |
| september 1930 | 6.409,6             | 18,3     | 107                                  | Po finančni krizi                        |
| julij 1932     | 13.745,8            | 37,4     | 230                                  | Po Hitlerjevi kandidaturi za predsednika |
| november 1932  | 11.737,0            | 33,1     | 196                                  |                                          |
| marec 1933     | 17.277,0            | 43,9     | 288                                  | Hitler postane nemški kancler            |